# CS Constantine
Club Sportif Constantinois w skrócie CS Constantine (arab. نادي شباب قسنطينة) – algierski klub piłkarski z siedzibą w Konstantynie, grający w pierwszej lidze algierskiej.

## Sukcesy
- I liga[1]:
  - mistrzostwo (2): 1996/1997, 2017/2018.
  - wicemistrzostwo (1): 1970/1971.

- II liga[2]:
  - mistrzostwo (6): 1969/1970, 1976/1977, 1985/1986, 1993/1994, 2003/2004, 2010/2011.

## Występy w afrykańskich pucharach
| Sezon     | Rozgrywki           | Runda              | Kraj                          | Klub                | Dom | Wyjazd | Dwumecz |
| --------- | ------------------- | ------------------ | ----------------------------- | ------------------- | --- | ------ | ------- |
| 1998      | Liga Mistrzów       | 1                  | Senegal                       | AS Douanes          | 0–0 | 1–2    | 1–2     |
| 2014      | Puchar Konfederacji | wstępna            | Niger                         | ASN Nigelec         | 4–1 | 0–2    | 4–3     |
| 2014      | Puchar Konfederacji | 1                  | Liberia                       | Red Lions FC        | 2–0 | 1–0    | 3–0     |
| 2014      | Puchar Konfederacji | 2                  | Wybrzeże Kości Słoniowej      | ASEC Mimosas        | 1–0 | 0–6    | 1–6     |
| 2016      | Puchar Konfederacji | 1                  | Nigeria                       | Nasarawa United     | 4–1 | 0–1    | 4–2     |
| 2016      | Puchar Konfederacji | 2                  | Egipt                         | Misr Lel-Makkasa SC | 1–0 | 1–3    | 2–3     |
| 2018/2019 | Puchar Mistrzów     | wstępna            | Gambia                        | Gamtel FC           | 0–0 | 1–0    | 1–0     |
| 2018/2019 | Puchar Mistrzów     | 1                  | Uganda                        | Vipers SC           | 1–0 | 2–0    | 3–0     |
| 2018/2019 | Puchar Mistrzów     | gr. C (2. miejsce) | Tunezja                       | Club Africain       | 0–1 | 1–0    | 1–1     |
| 2018/2019 | Puchar Mistrzów     | gr. C (2. miejsce) | Demokratyczna Republika Konga | TP Mazembe          | 3–0 | 0–2    | 3–2     |
| 2018/2019 | Puchar Mistrzów     | gr. C (2. miejsce) | Egipt                         | Ismaily SC          | 3–2 | 1–1    | 4–3     |
| 2018/2019 | Puchar Mistrzów     | ćwierćfinał        | Tunezja                       | Espérance Tunis     | 2–3 | 1–3    | 3–6     |

## Stadion
Domowe mecze klub rozgrywa na stadionie o nazwie Stadion Mohameda Hamlaoui w Konstantynie. Stadion może pomieścić 50000 widzów.